# Safiye Sultan (dcera Mustafy II.)
Safiye Sultan (13. prosince 1696 – 15. května 1778) byla osmanská princezna a dcera sultána Mustafy II. Také byla nevlastní sestrou sultánů Mahmuda I. a Osmana III.

## Život
Safiye Sultan se narodila v prosince 1696 v paláci Edirne jako třetí dcera sultána Mustafy II. Zasnoubena byla zároveň se svými sestrami Emine Sultan a Ayşe Sultan za guvernéra Adany. Svatba se konala v květnu 1710.
Po smrti jejího manžela Aliho Paši v roce 1723, byla znovu provdána za Mehmeda Pašu. Po jeho smrti byla provdána potřetí a to za Ebu Bekra Pašu. V té době vládl její bratr, sultán Mahmud I. Po smrti Ebu Bekra v roce 1759 se již znovu neprovdala. Měla jednu dceru, Zahide Sultan.

## Smrt
Safiye Sultan zemřela v květnu 1778 a byla pohřbena v mauzoleu Sulejmana I.